# Potatoes and Dragons
Potatoes and Dragons is een 2D-animatieserie die sinds 2005 wordt geproduceerd door de onafhankelijke Franse animatiestudio Alphanim. De serie wordt in Nederland uitgezonden door kinderzender Nickelodeon.
In nagenoeg iedere aflevering verschijnt een nieuwe ridder die aan Koning Hugo III belooft om de draak uit diens koninkrijk te verjagen of te temmen. Meestal eindigt het verhaal als de ridder bang, rennend of soms ook blij het koninkrijk weer verlaat.

## Rolverdeling Nederlands
| Acteur             | Personage          |
| ------------------ | ------------------ |
| Rob van de Meeberg | Koning Hugo        |
| Niki Romijn        | Prinses Melody     |
| Frans van Deursen  | Riri               |
| Anneke Beukman     | Juju               |
| Sander de Heer     | Harry              |
| Bram Bart          | Merlijn            |
| Stan Limburg       | Overige personages |